# Huperzia phylicifolia
Huperzia phylicifolia là một loài thực vật có mạch trong Họ Thạch tùng. Loài này được (Desv. ex Poir.) Holub mô tả khoa học đầu tiên năm 1985.